# Municipio de Chippewa (Pensilvania)
El municipio de Chippewa (en inglés: Chippewa Township) es un municipio ubicado en el condado de Beaver en el estado estadounidense de Pensilvania. En el año 2000 tenía una población de 7.021 habitantes y una densidad poblacional de 170.7 personas por km².

## Geografía
El municipio de Chippewa se encuentra ubicado en las coordenadas 40°46′10″N 80°22′34″O / 40.76944, -80.37611.

## Demografía
Según la Oficina del Censo en 2000 los ingresos medios por hogar en la localidad eran de $51,361 y los ingresos medios por familia eran $62,095. Los hombres tenían unos ingresos medios de $44,814 frente a los $26,690 para las mujeres. La renta per cápita para la localidad era de $23,666. Alrededor del 3,7% de la población estaban por debajo del umbral de pobreza.